# Tunísia nos Jogos Olímpicos de Verão de 1992
A Tunísia competiu nos Jogos Olímpicos de Verão de 1992 em Barcelona, Espanha.

## Resultados por Evento

### Atletismo
5.000m masculino
- Mahmoud Kalboussi
  - Eliminatória — 13:55.01 (→ não avançou)

400m com barreiras masculino
- Fadhel Khayati
  - Eliminatória — DNS (→ não avançou)

### Vela
Classe Lechner Masculino
- Karim Chammari
  - Classificação Final — 344.0 pontos (→ 34º lugar)